# 577年
| 千纪： | 1千纪 |
| 世纪： | 5世纪 \| 6世纪 \| 7世纪                                                                                                  |
| 年代： | 540年代 \| 550年代 \| 560年代 \| 570年代 \| 580年代 \| 590年代 \| 600年代                                                |
| 年份： | 572年 \| 573年 \| 574年 \| 575年 \| 576年 \| 577年 \| 578年 \| 579年 \| 580年 \| 581年 \| 582年                          |
| 纪年： | 丁酉年（鸡年）；高昌延昌十七年；北齊承光元年；西梁天保十六年；南朝陳太建九年；北周建德六年；劉沒鐸石平元年；新罗鴻濟六年 |

## 大事记
- 中国
  - 一月，北周圍困鄴城，隨後擊敗北齊軍，攻佔鄴城，高緯帶數百騎逃亡。
  - 二月，北周滅北齊，統一華北。

## 逝世
- 齊後主高緯，南北朝時期北齊第五位皇帝（565年－577年在位），北齊武成帝高湛的嫡長子，北齊亡國之君。
- 高孝珩，北齊政權奠基者高歡之孫，追尊齊文襄帝高澄第二子。
- 高湝，北齊政權奠基者高歡之第十子，封為任城王，曾名義上成為北齊皇帝。
- 高延宗，追尊齊文襄帝高澄第五子，封為安德王，曾名義上成為北齊皇帝。
- 穆提婆，齊後主高緯寵臣，父親駱超，母親陸令萱。
- 陸令萱，齊後主高緯乳母。
- 鮮于世榮，南北朝時期北齊軍事人物。